# Skate America 2022
Skate America 2022 – pierwsze w kolejności zawody łyżwiarstwa figurowego z cyklu Grand Prix 2022/2023. Zawody rozgrywano od 21 do 23 października 2022 roku w hali Tenley E. Albright Performance Center w Norwood.
W konkurencji solistów zwyciężył Amerykanin Ilia Malinin, zaś w konkurencji solistek Japonka Kaori Sakamoto. W parach sportowych triumfowali Amerykanie Alexa Knierim i Brandon Frazier, zaś w parach tanecznych ich rodacy Madison Chock i Evan Bates.

## Terminarz
| Data            | Godzina                     | Konkurencja   | Segment          |
| --------------- | --------------------------- | ------------- | ---------------- |
| 21 października | 19:24 UTC-04:00 / 01:24 CET | Pary sportowe | Program krótki   |
| 21 października | 20:49 UTC-04:00 / 02:49 CET | Soliści       | Program krótki   |
| 22 października | 14:41 UTC-04:00 / 20:41 CET | Pary taneczne | Taniec rytmiczny |
| 22 października | 16:18 UTC-04:00 / 22:18 CET | Solistki      | Program krótki   |
| 22 października | 19:15 UTC-04:00 / 01:15 CET | Pary sportowe | Program dowolny  |
| 22 października | 21:00 UTC-04:00 / 03:00 CET | Soliści       | Program dowolny  |
| 23 października | 13:08 UTC-04:00 / 19:08 CET | Pary taneczne | Taniec dowolny   |
| 23 października | 15:00 UTC-04:00 / 21:00 CET | Solistki      | Program dowolny  |

## Rekordy świata
| Rekordy świata (GOE±5) na moment rozpoczęcia zawodów (stan na 21 października 2022): | Rekordy świata (GOE±5) na moment rozpoczęcia zawodów (stan na 21 października 2022): | Rekordy świata (GOE±5) na moment rozpoczęcia zawodów (stan na 21 października 2022): | Rekordy świata (GOE±5) na moment rozpoczęcia zawodów (stan na 21 października 2022): | Rekordy świata (GOE±5) na moment rozpoczęcia zawodów (stan na 21 października 2022): | Rekordy świata (GOE±5) na moment rozpoczęcia zawodów (stan na 21 października 2022): |
| Konkurencja                                                                          | Segment                                                                              | Zawodnicy                                                                            | Punkty                                                                               | Zawody                                                                               | Data                                                                                 |
| ------------------------------------------------------------------------------------ | ------------------------------------------------------------------------------------ | ------------------------------------------------------------------------------------ | ------------------------------------------------------------------------------------ | ------------------------------------------------------------------------------------ | ------------------------------------------------------------------------------------ |
| Soliści                                                                              | Nota łączna                                                                          | Nathan Chen                                                                          | 335,30                                                                               | Finał Grand Prix 2019                                                                | 7 grudnia 2019                                                                       |
| Soliści                                                                              | Program dowolny                                                                      | Nathan Chen                                                                          | 224,92                                                                               | Finał Grand Prix 2019                                                                | 7 grudnia 2019                                                                       |
| Soliści                                                                              | Program krótki                                                                       | Nathan Chen                                                                          | 113,97                                                                               | Zimowe igrzyska olimpijskie 2022                                                     | 10 lutego 2020                                                                       |
| Solistki                                                                             | Nota łączna                                                                          | Kamiła Walijewa                                                                      | 272,71                                                                               | Rostelecom Cup 2021                                                                  | 27 listopada 2021                                                                    |
| Solistki                                                                             | Program dowolny                                                                      | Kamiła Walijewa                                                                      | 185,29                                                                               | Rostelecom Cup 2021                                                                  | 27 listopada 2021                                                                    |
| Solistki                                                                             | Program krótki                                                                       | Kamiła Walijewa                                                                      | 90,45                                                                                | Mistrzostwa Europy 2022                                                              | 13 stycznia 2022                                                                     |
| Pary sportowe                                                                        | Nota łączna                                                                          | Sui Wenjing / Han Cong                                                               | 239,88                                                                               | Zimowe igrzyska olimpijskie 2022                                                     | 19 lutego 2022                                                                       |
| Pary sportowe                                                                        | Program dowolny                                                                      | Anastasija Miszyna / Aleksandr Gallamow                                              | 157,46                                                                               | Mistrzostwa Europy 2022                                                              | 13 stycznia 2022                                                                     |
| Pary sportowe                                                                        | Program krótki                                                                       | Sui Wenjing / Han Cong                                                               | 84,41                                                                                | Zimowe igrzyska olimpijskie 2022                                                     | 18 lutego 2022                                                                       |
| Pary taneczne                                                                        | Nota łączna                                                                          | Gabriella Papadakis / Guillaume Cizeron                                              | 229,82                                                                               | Mistrzostwa świata 2022                                                              | 26 marca 2022                                                                        |
| Pary taneczne                                                                        | Taniec dowolny                                                                       | Gabriella Papadakis / Guillaume Cizeron                                              | 137,09                                                                               | Mistrzostwa świata 2022                                                              | 26 marca 2022                                                                        |
| Pary taneczne                                                                        | Taniec rytmiczny                                                                     | Gabriella Papadakis / Guillaume Cizeron                                              | 92,73                                                                                | Mistrzostwa świata 2022                                                              | 25 marca 2022                                                                        |

## Wyniki

### Soliści
| Poz. | Zawodnik         | Nota łączna | SP | SP    | FS | FS     |
| ---- | ---------------- | ----------- | -- | ----- | -- | ------ |
| 1    | Ilia Malinin     | 280,37      | 4  | 86,08 | 1  | 194,29 |
| 2    | Kao Miura        | 273,19      | 1  | 94,96 | 2  | 178,23 |
| 3    | Cha Jun-hwan     | 264,05      | 2  | 94,44 | 3  | 169,61 |
| 4    | Daniel Grassl    | 257,68      | 3  | 88,43 | 4  | 169,25 |
| 5    | Roman Sadovsky   | 225,41      | 5  | 78,15 | 7  | 147,26 |
| 6    | Wesley Chiu      | 219,90      | 9  | 71,58 | 6  | 148,32 |
| 7    | Liam Kapeikis    | 219,50      | 8  | 74,29 | 8  | 145,21 |
| 8    | Sena Miyake      | 215,74      | 6  | 77,87 | 9  | 137,87 |
| 9    | Koshiro Shimada  | 215,12      | 12 | 62,54 | 5  | 152,58 |
| 10   | Dinh Tran        | 199,68      | 11 | 64,99 | 10 | 134,69 |
| 11   | Michaił Selevko  | 191,80      | 7  | 75,75 | 12 | 116,05 |
| 12   | Donovan Carrillo | 188,28      | 10 | 69,18 | 11 | 119,10 |

### Solistki
| Poz. | Zawodniczka          | Nota łączna | SP | SP    | FS  | FS     |
| ---- | -------------------- | ----------- | -- | ----- | --- | ------ |
| 1    | Kaori Sakamoto       | 217,61      | 1  | 71,72 | 1   | 145,89 |
| 2    | Isabeau Levito       | 206,66      | 2  | 71,30 | 2   | 135,36 |
| 3    | Amber Glenn          | 197,61      | 3  | 68,42 | 3   | 129,19 |
| 4    | Lee Hae-in           | 179,50      | 4  | 66,24 | 5   | 113,26 |
| 5    | Jekatierina Kurakowa | 178,68      | 6  | 63,65 | 4   | 115,03 |
| 6    | Gracie Gold          | 174,09      | 5  | 64,18 | 6   | 109,91 |
| 7    | Nicole Schott        | 160,35      | 10 | 56,47 | 8   | 103,88 |
| 8    | Park Yeon-jeong      | 158,58      | 7  | 60,04 | 9   | 98,54  |
| 9    | Yun Ah-sun           | 156,70      | 11 | 47,98 | 7   | 108,72 |
| 10   | Eliška Březinová     | 153,57      | 9  | 56,65 | 10  | 96,92  |
| 11   | Marilena Kitromilis  | 135,48      | 12 | 46,01 | 11  | 89,47  |
| WD   | Rino Matsuike        | DNF         | 8  | 59,50 | DNS | DNS    |

### Pary sportowe
| Poz. | Zawodnicy                                | Nota łączna | SP | SP    | FS | FS     |
| ---- | ---------------------------------------- | ----------- | -- | ----- | -- | ------ |
| 1    | Alexa Knierim / Brandon Frazier          | 201,39      | 1  | 75,19 | 1  | 126,20 |
| 2    | Deanna Stellato-Dudek / Maxime Deschamps | 197,89      | 2  | 73,05 | 2  | 124,84 |
| 3    | Kelly Ann Laurin / Loucas Ethier         | 156,94      | 4  | 52,59 | 3  | 104,35 |
| 4    | Maria Mokhova / Ivan Mokhov              | 145,23      | 6  | 49,21 | 5  | 96,02  |
| 5    | Anna Valesi / Manuel Piazza              | 144,47      | 5  | 49,93 | 6  | 94,54  |
| 6    | Valentina Plazas / Maximiliano Fernandez | 143,55      | 8  | 47,32 | 4  | 96,23  |
| 7    | Letizia Roscher / Luis Schuster          | 135,88      | 3  | 54,87 | 8  | 81,01  |
| 8    | Greta Crafoord / John Crafoord           | 130,62      | 7  | 48,28 | 7  | 82,34  |

### Pary taneczne
| Poz. | Zawodnicy                                      | Nota łączna | RD | RD    | FD | FD     |
| ---- | ---------------------------------------------- | ----------- | -- | ----- | -- | ------ |
| 1    | Madison Chock / Evan Bates                     | 202,80      | 1  | 82,63 | 2  | 120,17 |
| 2    | Kaitlin Hawayek / Jean-Luc Baker               | 202,07      | 2  | 79,12 | 1  | 122,95 |
| 3    | Marie-Jade Lauriault / Romain Le Gac           | 178,30      | 3  | 72,12 | 3  | 106,18 |
| 4    | Loïcia Demougeot / Théo Le Mercier             | 170,89      | 7  | 65,90 | 4  | 104,99 |
| 5    | Holly Harris / Jason Chan                      | 170,20      | 4  | 71,58 | 8  | 98,62  |
| 6    | Kana Muramoto / Daisuke Takahashi              | 169,68      | 5  | 69,67 | 6  | 100,01 |
| 7    | Lorraine McNamara / Anton Spiridonov           | 167,05      | 6  | 66,07 | 5  | 100,98 |
| 8    | Carolane Soucisse / Shane Firus                | 163,65      | 9  | 64,09 | 7  | 99,56  |
| 9    | Jennifer Janse van Rensburg / Benjamin Steffan | 160,26      | 8  | 65,42 | 9  | 94,84  |
| 10   | Marija Gołubcowa / Kiryłł Biełobrow            | 152,31      | 10 | 61,21 | 10 | 91,10  |